# セントルイス・カー・カンパニー
セントルイス・カー・カンパニー(St. Louis Car Company)は、アメリカ合衆国に1887年から1974年まで存在した大手鉄道車両メーカーである。客車、路面電車、機関車のほかにトロリーバスの製造も行っていた。会社名の通り、ミズーリ州セントルイスを本拠地としていた。

## 歴史

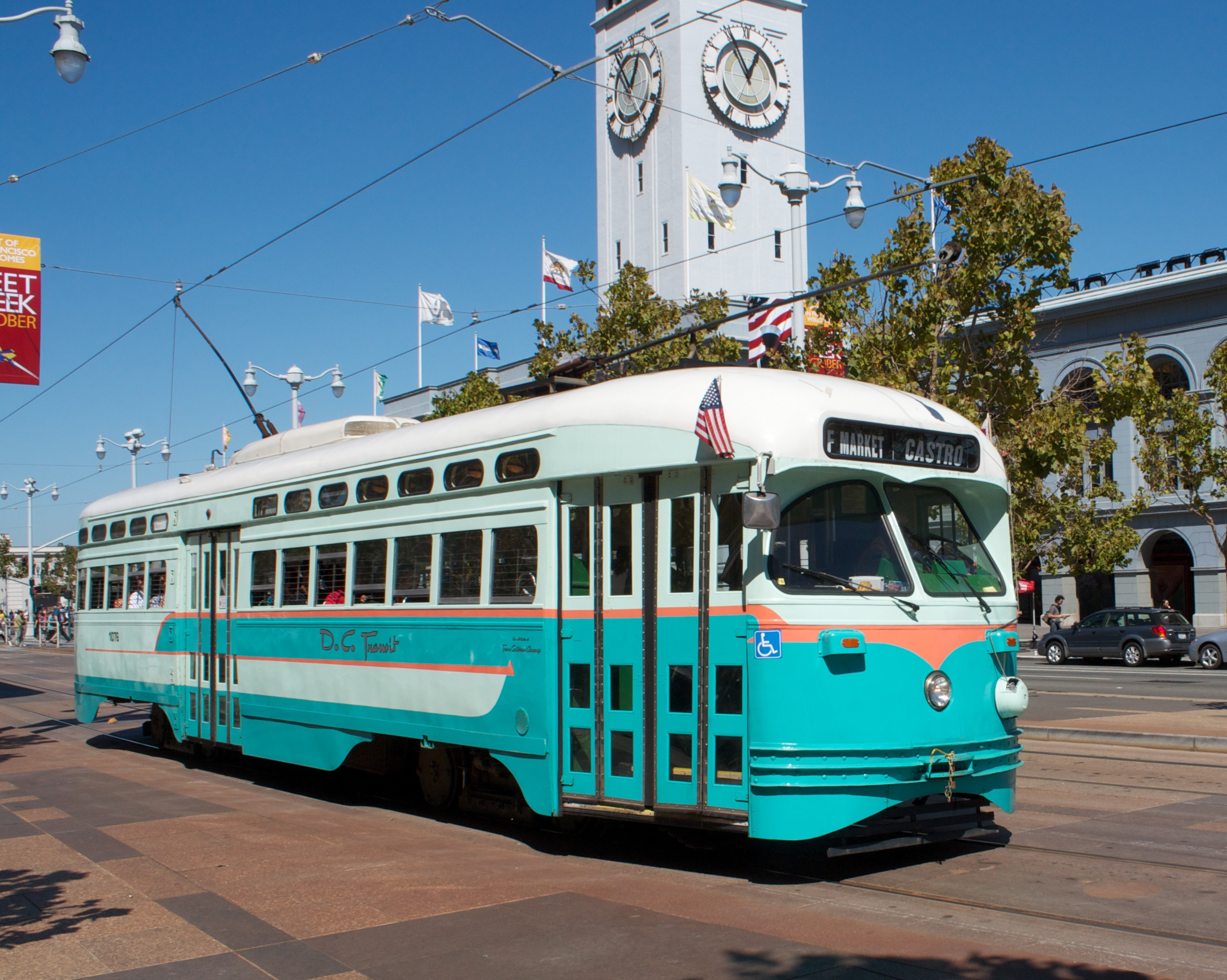
サンフランシスコ市営鉄道のFラインで使用されているPCCカー。
サンフランシスコのFラインでは各地で使用されていた電車の塗装が用いられており、この車両（1076号車）の塗装はワシントンD.C.の路面電車のもの。

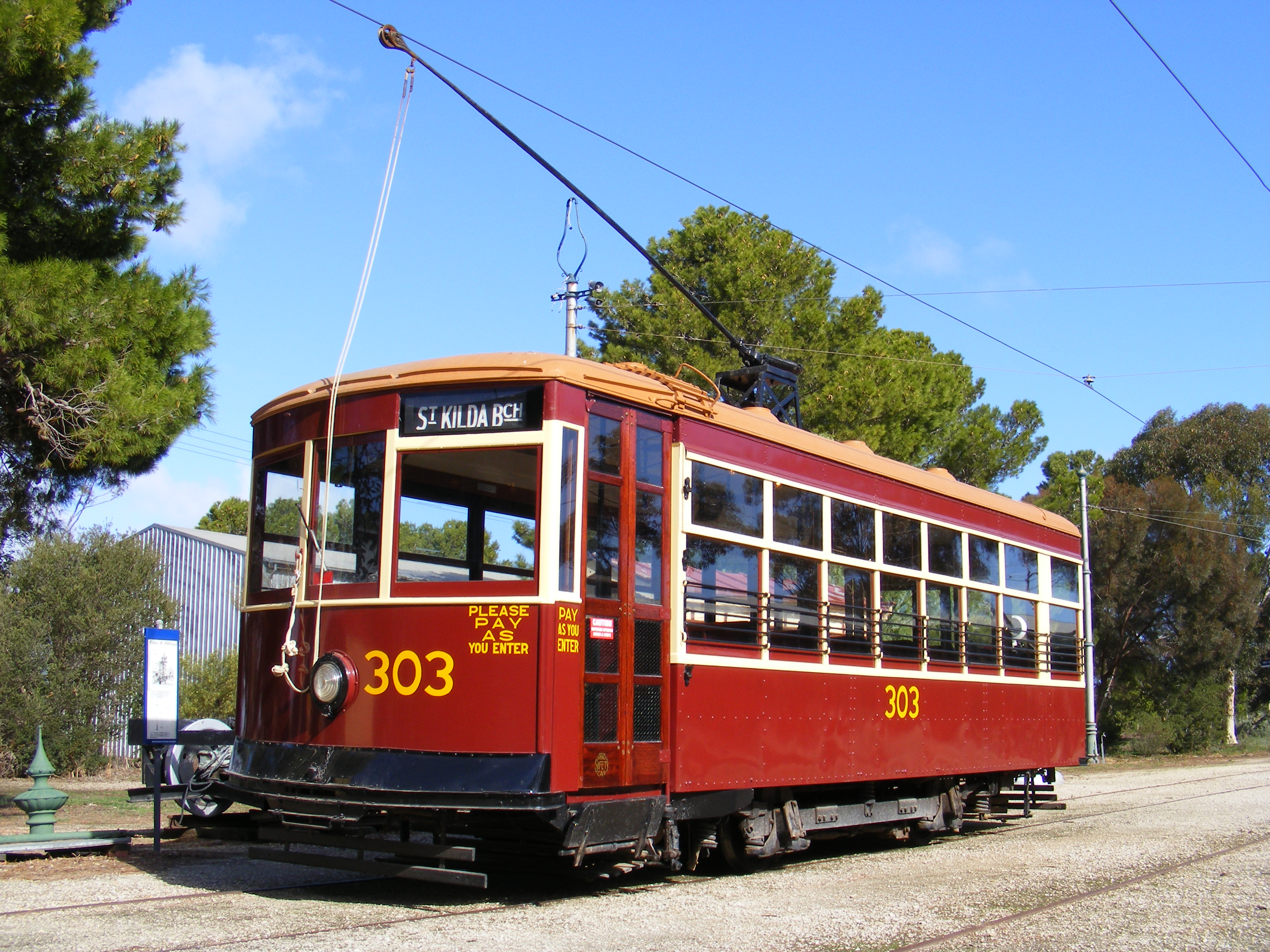
バーニーカー
この車両（303号車）はオーストラリア・アデレードの路面電車博物館の保存車

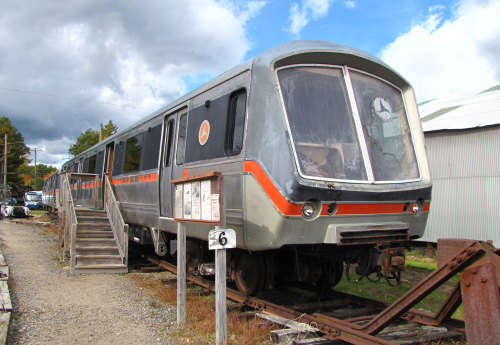
最後の製品となった「最新の電車」（:en:State of the Art Car、シーショア・トロリー博物館にて保存）

セントルイス・カー・カンパニーは1887年4月に路面電車などの鉄道車両を製造・販売する企業として設立された。乗用車を製造していた時期もある。1917年にはハッティグ・サッシ・アンド・ドア・カンパニー(Huttig Sash and Door company)と提携して、航空機の製造を行うセントルイス・エアクラフト・コーポレーションを設立した。ここでは第一次・第二次世界大戦中にグライダー、練習機、LVT、飛行艇、飛行船を製造した。セントルイス・カー・カンパニーの製品の中でも特に有名なものとしてPCCカーとバーニーカーが挙げられるが、これらの車輌のデザインは当時非常に高い人気を誇った。
同社はニューヨークやシカゴの路線網向けの車輌を供給しているほか、1939年にはサザン鉄道専用車両として流線形ディーゼル列車「FM OP800」を製造した。
1960年、同社はゼネラル・スチール・インダストリーズ(General Steel Industries)傘下となった。
1964年、同社はニューヨーク市地下鉄R36WF電車430両およびニューヨーク・ニュージャージー港湾公社向けパストレインPA1電車（先頭車110両、中間付随車52両）の製造を完遂した。
| ゲートウェイ・アーチ |  | トラム内部 |
| ゲートウェイ・アーチ |  | トラム内部 |

1960年代半ばには、プラネット社の設計により地元セントルイスのシンボルであるゲートウェイ・アーチの頂上まで来場者を輸送するトラムの製造も行った。
セントルイス・カー・カンパニーは1968年まで営業を続けたが、最終的に1974年に操業を停止した。最後の製品となったのはニューヨーク市地下鉄およびスタテンアイランド鉄道向けR44電車、およびその設計に基づいた試験車「アメリカ合衆国運輸省(USDOT) 「最新の電車」(en:State of the Art Car)」であった。
セントルイス・カー・カンパニーの組立工場および本社営業所のあったホール・ストリート8000番地は、2005年より再開発が始められ、商工業の複合施設「セントルイス・ビジネスセンター」となった。
セントルイス・カー・カンパニーは廃業して久しく、同社製の鉄道車輌の置き換えも進んでいるが、一方で各地の鉄道博物館で静態・動態保存されている車輌も多数ある。代表的なものとしてサンフランシスコ市営鉄道のFラインが挙げられ、ここでは多数のPCCカーをはじめとした同社製のものを含むレトロ車輌が営業運転に使われており、気軽に乗車することができる。

## 主な製品

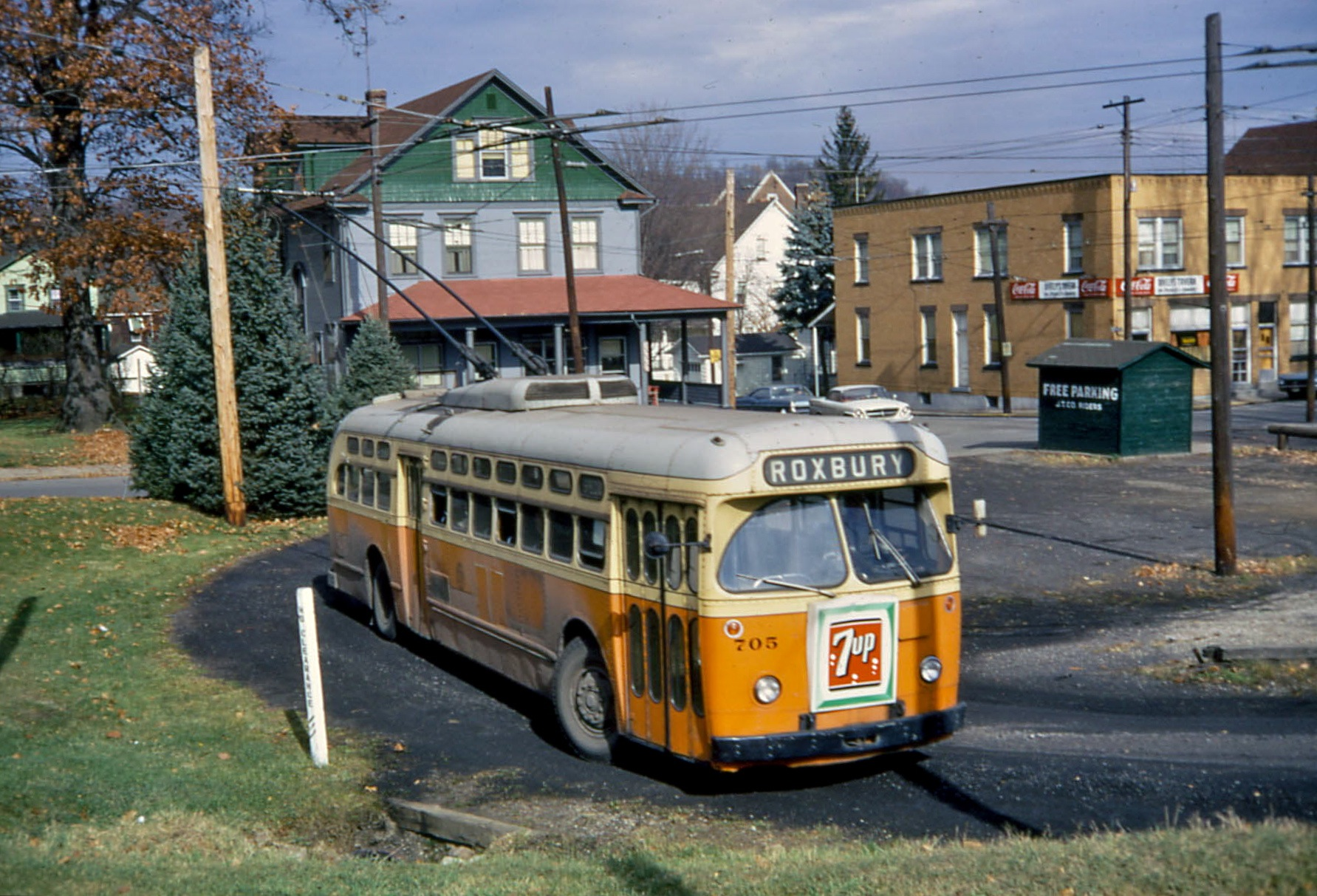
セントルイス・カー・カンパニー製のトロリーバス（ペンシルベニア州ジョンズタウン、1967年）

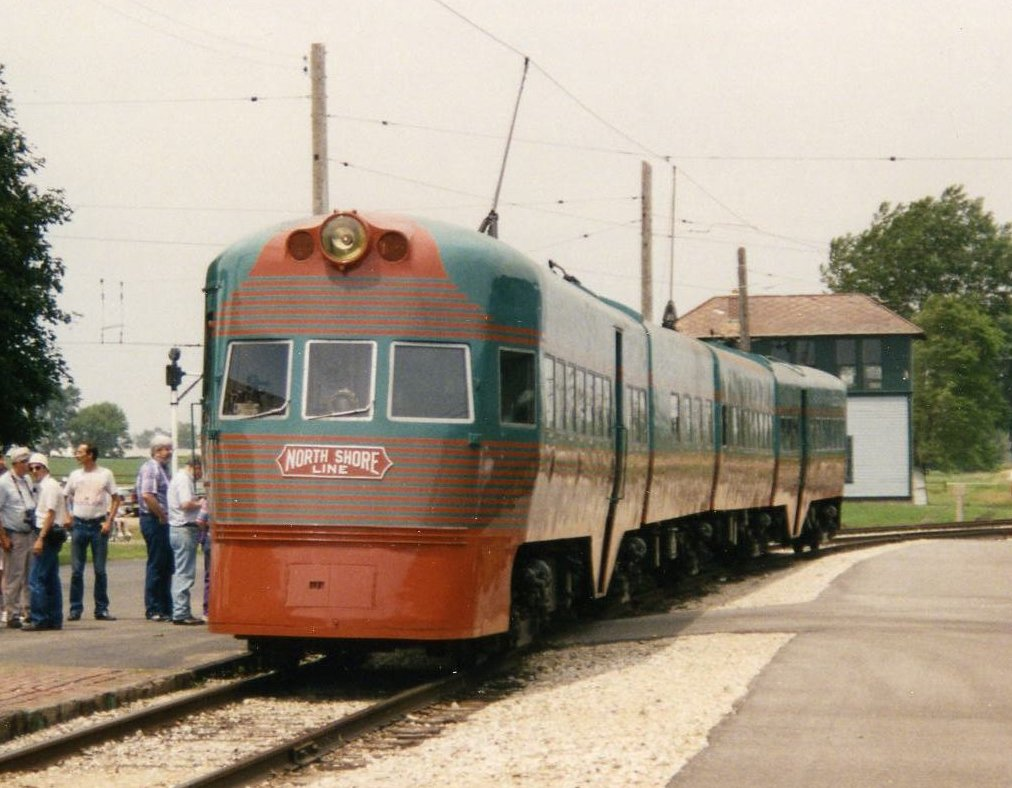
エレクトロライナー（保存車）

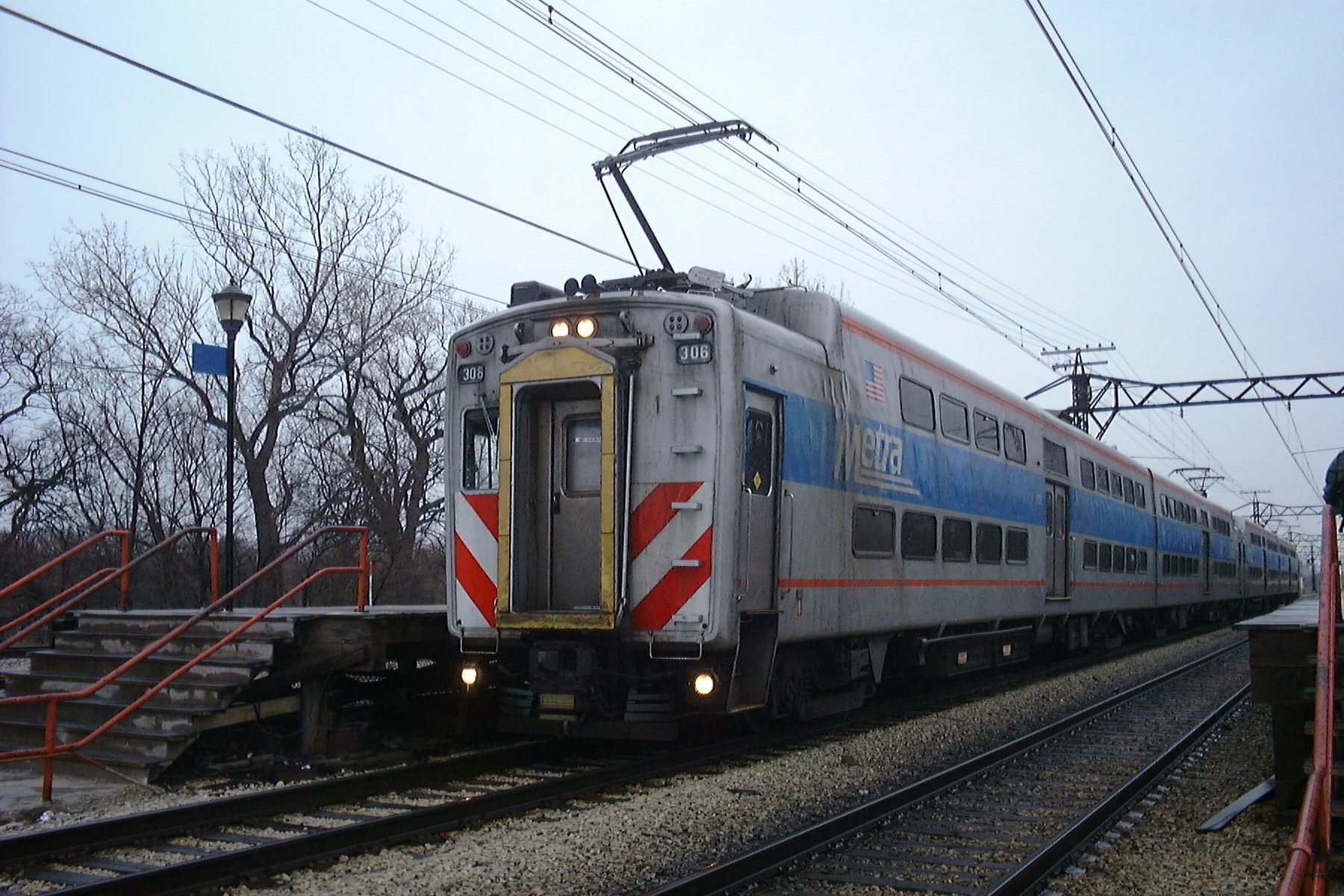
ハイライナー電車（初代）

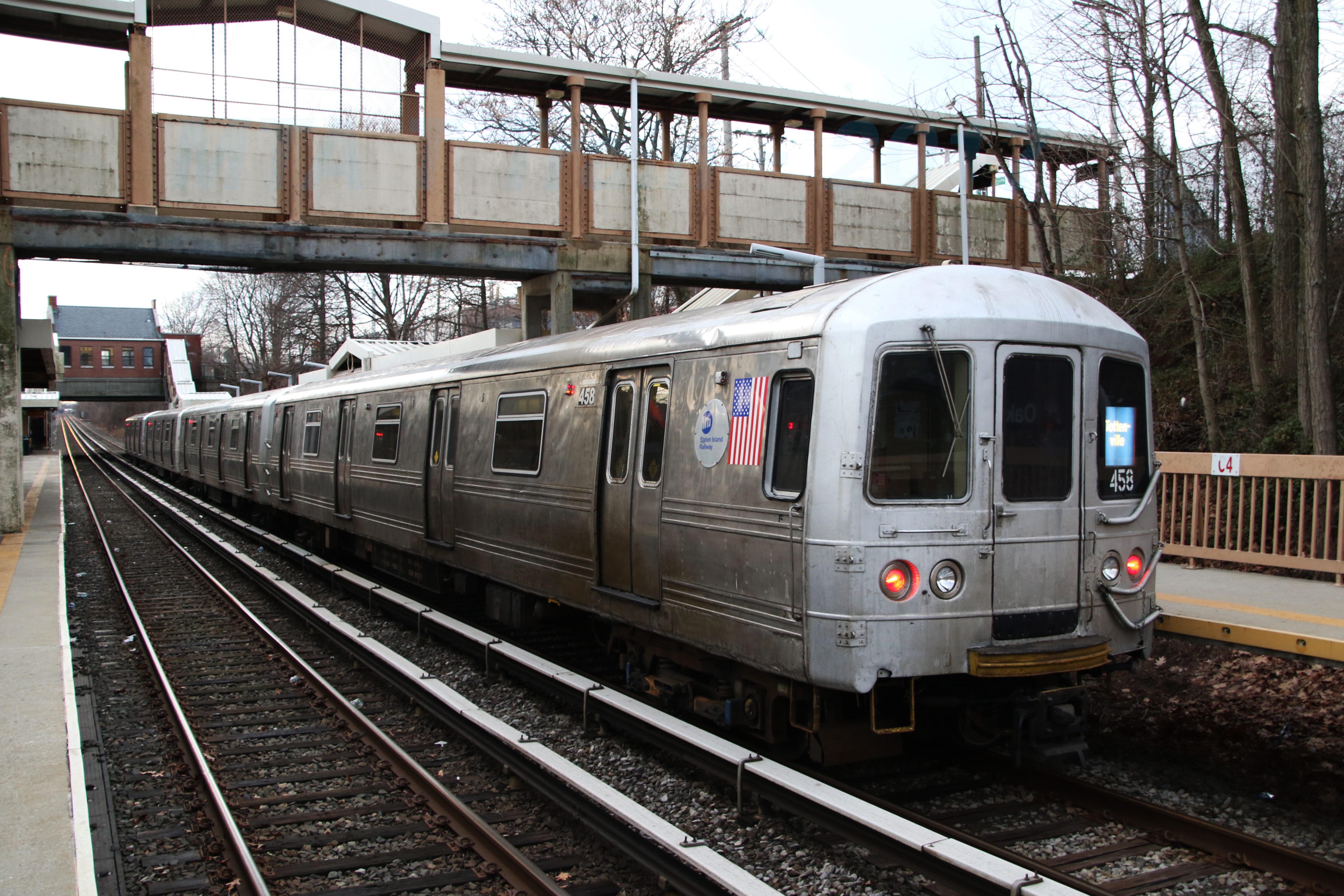
ニューヨーク市地下鉄R44電車

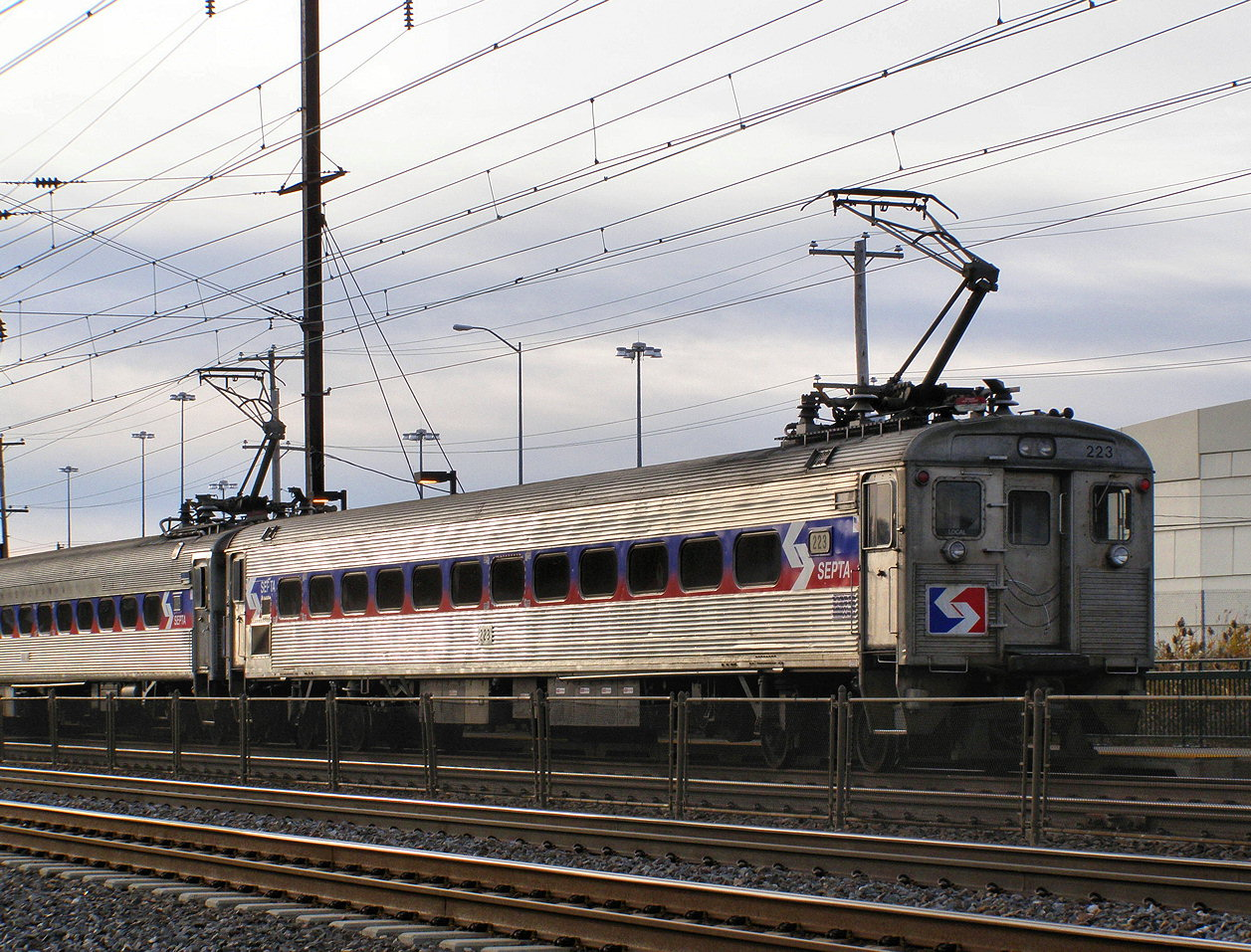
シルバーライナーIII電車

- PCCカー (1935年 - 1952年)
- ピーター・ウィット・カー
- トロリーバス
- インターアーバン[注釈 3]電車
- 電気式ディーゼルカー
- サンフランシスコ市営鉄道 マジックカーペット (1939年)
- シカゴ・L 5003-5004号車（PCCカースタイルの高架・地下鉄電車、1947年導入、1985年引退）
- シカゴ・L 6000系電車（PCCカースタイルの高架・地下鉄電車、1950-59年導入、1992年引退）
- シカゴ・L 1-50系電車（PCCカースタイルの高架・地下鉄電車、1959-60年導入、1999年引退）
- シカゴ・ノースショアー・アンド・ミルウォーキー鉄道 エレクトロライナー（1941年）
- エレクトロ・モーティブ社（現EMD）製電気式ディーゼル車輌（車体、1920年代）
- フェアバンクス・モース 中央運転台式（センターキャブ）試作入換機およびFM OP800（英語版）（1939年）
- クリーブランド地下鉄レッドライン用電車「ブルーバード」(1954-55、58年)
- 「最新の電車」(en:State of the Art Car) - アメリカ合衆国運輸省(USDOT)の試験車（1973-74年）、シーショア・トロリー博物館（英語版）にて保存
- イリノイ・ターミナル鉄道 ストリームライナー
- メトラ ハイライナー電車（初代）
- ニュージャージー・トランジット/ニュージャージー交通局(NJDOT)（英語版）/ペン・セントラル鉄道 アローI電車(en:Arrow (railcar)#Arrow I, PRR MP85E6)（1968年）
- ニューヨーク・セントラル鉄道 ACMU（英語版）4500系（1950-51年）
- ニューヨーク市地下鉄各形式（1939-73年）
  - ニューヨーク市地下鉄R44電車（1971-73年） など
- シカゴ・アンド・ノース・ウェスタン鉄道 ギャラリーカー[注釈 4]7600系 1 - 16号車（1955年）
- パシフィック電鉄 ハリウッドカー[注釈 5]（1922-28年）[8]
- フィラデルフィア・アンド・ウェスタン鉄道（英語版） 開業当初の木造電車（1907年）
- ハドソン・アンド・マンハッタン鉄道/パストレイン 「Kカー」(K-car)/MP51形（1958年）
- パストレイン PA1電車（1965年）・PA2電車（1967年）
- サンディエゴクラス1路面電車（英語版）（1910-1912年）
- シーボード・エアライン鉄道 2027形気動車（英語版）
- SEPTA シルバーライナーIII電車（英語版）(ペンシルバニア鉄道MP85形電車参照)（1967年）
- スタテンアイランド鉄道R44電車（1973年、セントルイス・カー・カンパニーが最後に製造した製品）
- アメリカ陸軍（報告記号:USAX） - 座席車、救急車、カフェカー、寝台車など各種の車輌
- ユニオン・パシフィック鉄道 - 軽量客車、荷物車（1960-65年）
- オーストラリア・ビクトリアン鉄道（英語版） 電気式ディーゼルカー(en:Diesel Electric railmotor (VR))（1928年）